# Callopora nuda
Callopora nuda är en mossdjursart som beskrevs av James Dick och Ross 1988. Callopora nuda ingår i släktet Callopora och familjen Calloporidae. Inga underarter finns listade i Catalogue of Life.